# 鳥黐
鳥黐（とりもち）は、鳥や昆虫を捕まえるのに使うゴム状の粘着性の物質。学術上はロウに属する。

## 概要
鳥がとまる木の枝などに塗っておいて脚がくっついて飛べなくなったところを捕まえたり、黐竿（もちざお）と呼ばれる長い竿の先に塗りつけて獲物を直接くっつけたりする。古くから洋の東西を問わず植物の樹皮や果実などを原料に作られてきた。近年では化学合成によって作られたものがねずみ捕り用などとして販売されている。
日本においても鳥黐は古くから使われており、もともと日本語で「もち」という言葉は鳥黐のことを指していたが、派生した用法である食品の餅の方が主流になってからは鳥取黐または鳥黐と呼ばれるようになったといわれている。

## 製法
原料は地域によって異なり、モチノキ属植物（モチノキ・クロガネモチ・ソヨゴ・セイヨウヒイラギなど）やヤマグルマ、ガマズミなどの樹皮、ナンキンハゼ・ヤドリギ・パラミツなどの果実、イチジク属植物（ゴムノキなど）の乳液、ツチトリモチの根など多岐にわたる。
日本においてはモチノキあるいはヤマグルマから作られることが多く、モチノキから作られたものは白いために「シロモチ」または「ホンモチ」、ヤマグルマのものは赤いために「アカモチ」「ヤマグルマモチ」、イヌツゲから得たものは「アオモチ」と呼ばれる。鹿児島県（太白岩黐）、和歌山県（本岩黐）、八丈島などで生産されていた。
鳥黐の製法は地域や原料とする植物によって異なるが、モチノキなどの樹皮から作る場合は、樹皮を細かく砕いて水洗いし、水に不溶性の粘着質物質をとりだすことで得られる。商品として大量に生産する場合は、まず春から夏にかけて樹皮を採取し、目の粗い袋に入れて秋まで流水につけておく。この間に不必要な木質は徐々に腐敗して除去され、水に不溶性の鳥黐成分だけが残る。水から取り出したら繊維質がなくなるまで臼で細かく砕き、軟らかい塊になったものを流水で洗って細かい残渣を取り除く。得られた鳥黐は水に入れて保存する。場合によっては油を混ぜることがある。

## 組成
主要な鳥黐であるモチノキ属植物、ヤマグルマ、ヤドリギの果実などから得られるものの主成分は高級脂肪酸と高級アルコールがエステル結合した化合物であるワックスエステル、つまり蝋である。逆に言うと化学的には、植物から得られ、常温でゴム状粘着性を示す半固体蝋が鳥黐であるともいえる。例えば、ソヨゴから得られるソヨゴもちの主成分はイリシルアルコールとモチアルコールのパルミチン酸エステルであるし、ヤマグルマから得られる山車もちの主成分のワックスエステルは、脂肪酸としてはパルミチン酸、セロチン酸、オレイン酸、トコロ酸を、アルコールとしては樹脂アルコールなどを含む。また、ベチュリン、α-アミリン、β-アミリン、ルペオールといったテルペノイドも含有する。
こうした化学的組成により、非水溶性であり、また二硫化炭素、エーテル、ベンゼン、石油エーテルといった有機溶媒には溶けるが、アルコールには溶けない。

## 用法
鳥黐は強力な粘着力があることから、職業として鳥を取る鳥刺しなどによって使用される。食用に鳥を捕獲する場合は黐竿と呼ばれる長い竿の先に鳥黐をぬりつけたものを使い、直接小鳥をくっつける。一方、メジロなど観賞用の鳥は直接くっつけると羽が抜けて外見が悪くなるため、枝などに鳥黐を塗っておいて囮や鳥笛をつかっておびき寄せ、足がくっついて飛べなくなったところを捕らえる。野鳥の捕獲のほかには、ネズミの駆除にも身近に使われた。
また、かつては駄菓子屋でも売られていて、子供の遊びとして虫捕りにもよく使われた。この場合、黐竿をつかってトンボなどを捕獲する。ただし粘着力が強すぎ、脚や翅に欠損を生じることがあるため、標本用途には向かない。
鳥黐は水につけると粘着性がなくなるため、保存や取扱いの際には水で湿らせておくか、少量の場合は口中で噛んでおく。枝などに塗りつけたあと乾かすと再び強い粘着性を示すようになる。
日本においては、鳥屋や駄菓子屋などで販売されていたが、鳥獣保護法の施行によって鳥黐による鳥類の捕獲が禁止されている。現在ではごく少量がネズミの駆除用などに市販され、その成分も天然ゴム製や化学合成されたものになっている。

## 禁止猟具としての鳥黐
かつては鳥獣保護法において法定猟具に鳥黐は含まれており、これを利用した黐縄（もちなわ。鳥黐を塗った縄を湖面に張り巡らせることで水鳥を捕獲する）や、はご（木の枝や竹串に鳥黐を塗布して鳥を捕獲する。おとりの鳥を入れた鳥篭を高所に配置して、近づいてきた鳥を捕獲する猟法は高はご、多数のはごを配置するものは千本はごと呼ばれた）などの猟具が存在した。
高はごは、メジロ、カワラヒワ、マヒワなどを捕獲するのに用いる。千本はごは、カケス、ヒヨドリなどを捕獲する。
ほかに置はご、籠はご、螻蛄はごなどがある。置はごは、ミソサザイ、セキレイなどを捕獲するのに用いられる。籠はごは、ウグイス、メジロ、ヤマガラ、シジュウカラ、ヒタキ、エナガ、ウソなどの小型鳥を捕獲するのに用いられる。螻蛄はごは、モズ、ツグミ、セキレイ、ヒタキ、コマドリ、ムクドリなどを捕獲するのに用いられる。
現在ではかすみ網やとらばさみ、あるいは雉笛などとともに禁止猟具に指定されており、鳥類の捕獲自体も銃猟若しくは網猟に限定されていることから、鳥黐を使用して鳥類を捕獲する行為は、禁止猟具を用いての捕獲およびわなを用いての鳥類の捕獲に該当し、鳥獣保護法違反で検挙対象となる。
現状では鳥黐自体はネズミ捕りや玩具などの用途で引き続き市販はされているため、かすみ網のように単純所持で検挙されることはないが、こうした用途向けで販売されている鳥黐であっても、鳥類の捕獲には絶対に使用してはならない。
海外ではフランスがEUで唯一、限定的に鳥黐の使用を認められているものの、鳥が無差別に掛かってしまうために鳥類保護団体などが禁止を求めている。